# 이사카 고타로
이사카 고타로(일본어: 伊坂幸太郎, いさかこうたろう 이사카 코타로[*], 1971년 5월 25일 ~ )는 일본의 소설가이다.

## 한국에 번역된 작품 목록

### 소설
- 2005년 《칠드런》 (チルドレン, 2004)

양억관 옮김, 작가정신, 392쪽, ISBN 89-7288-244-5
- 2006년 《종말의 바보》 (終末のフール, 2006)

윤덕주 옮김, 랜덤하우스 코리아, 352쪽, ISBN 89-255-0072-8
- 2006년 《러시 라이프》 (ラッシュライフ, 2002)

양억관 옮김, 한즈미디어, 459쪽, ISBN 89-5975-045-X
- 2006년 《중력 삐에로》 (重力ピエロ, 2003)

양억관 옮김, 작가정신, 496쪽, ISBN 89-7288-281-X
- 2006년 《오듀본의 기도》 (オーデュボンの祈り, 2000)

오유리 옮김, 황매, 489쪽, ISBN 89-91312-37-3
- 2006년 《마왕》 (魔王, 2005)

김소영 옮김, 웅진씽크빅, 327쪽, ISBN 89-01-05959-2
- 2006년 《사신 치바》 (死神の精度, 2005)

김소영 옮김, 웅진씽크빅, 343쪽, ISBN 89-01-05734-4
- 2007년 《명랑한 갱이 지구를 돌린다》 (陽気なギャングが地球を回す, 2003)

오유리 옮김, 은행나무, 378쪽, ISBN 978-89-5660-189-2
- 2007년 《명랑한 갱의 일상과 습격》 (陽気なギャングの日常と襲撃, 2006)

오유리 옮김, 은행나무, 383쪽, ISBN 978-89-5660-209-7
- 2007년 《사막》 (砂漠, 2005)

오유리 옮김, 황매, 609쪽, ISBN 978-89-91312-50-0
- 2007년 《피쉬 스토리》 (フィッシュストーリー, 2007)

김소영 옮김, 웅진씽크빅, 317쪽, ISBN 978-89-01-06624-0
- 2007년 《집오리와 들오리의 코인로커》 (アヒルと鴨のコインロッカー, 2003)

인단비 옮김, 황매, 445쪽, ISBN 89-91312-53-5
- 2008년 《골든 슬럼버》 (ゴールデンスランバー, 2007)

김소영 옮김, 웅진씽크빅, 527쪽, ISBN 978-89-01-08281-3
- 2009년 《모던 타임스》 (モダンタイムス, 2008)

김소영 옮김, 웅진씽크빅, 635쪽, ISBN 978-89-01-09931-6
- 2009년 《그래스호퍼》 (グラスホッパー, 2004)

오유리 옮김, 랜덤하우스 코리아, 454쪽, ISBN 978-89-255-3500-5
- 2010년 《SOS원숭이》 (SOSの猿, 2009)

민경욱 옮김, 랜덤하우스 코리아, 400쪽, ISBN 978-89-255-3935-5
- 2010년 《왕을 위한 팬클럽은 없다》 (あるキング, 2009)

양윤옥 옯김, 웅진지식하우스, 292쪽, ISBN 978-89-01-11466-8
- 2011년 《바이바이 블랙버드》 (バイバイ,ブラックバ-ド, 2010)

민경욱 옮김, 랜덤하우스 코리아, 391쪽, ISBN 978-89-255-4313-0
- 2011년 《마리아비틀》 (マリアビ-トル, 2010)

이영미 옮김, 21세기북스, 596쪽, ISBN 978-89-509-2903-9
- 2011년 《오!파더》 (オ-！ファ-ザ-, 2010)

권영주 옮김, 북홀릭, 496쪽, ISBN 978-89-258-5629-2
- 2014년 《가솔린 생활》 (ガソリン生活, 2013)

오유리 옮김, 현대문학, 496쪽, ISBN 978-89-7275-685-9
- 2014년 《집오리와 들오리의 코인로커》 (アヒルと鴨のコインロッカー, 2006)

오유리 옮김, 현대문학, 400쪽, ISBN 978-89-7275-698-9
- 2014년 《사막》 (砂漠, 2010)

오유리 옮김, 현대문학, 516쪽, ISBN 978-89-7275-699-6
- 2015년 《종말의 바보》 (終末のフール, 2009)

김선영 옮김, 현대문학, 380쪽, ISBN 978-89-7275-726-9
- 2015년 《칠드런》 (チルドレン, 2007)

최고은 옮김, 현대문학, 328쪽, ISBN 978-89-7275-738-2
- 2015년 《남은 날은 전부 휴가》 (残り全部バケーション, 2012)

김소영 옮김, 웅진지식하우스, 300쪽, ISBN 978-89-01-20425-3
- 2015년 《목 부러뜨리는 남자를 위한 협주곡》 (首折り男のための協奏曲, 2014)

김선영 옮김, 현대문학, 392쪽, ISBN 978-89-7275-742-9
- 2016년 《러시 라이프》 (ラッシュライフ, 2005)

김선영 옮김, 현대문학, 448쪽, ISBN 978-89-7275-776-4
- 2016년 《아이네 클라이네 나흐트무지크》 (アイネクライネナハトムジーク, 2014)

최고은 옮김, 현대문학, 328쪽, ISBN 978-89-7275-799-3
- 2018년 《화이트 래빗》 (ホワイトラビット, 2017)

김은모 옮김, 현대문학, 316쪽, ISBN 978-89-7275-880-8
- 2019년 《서브머린》 (サブマリン, 2016)

최고은 옮김, 현대문학, 332쪽, ISBN 978-89-7275-138-0